# Zlatna
Zlatna é uma cidade da Romênia com 9.254 habitantes, localizada no distrito de Alba.